# Scuticaria novaesii
Scuticaria novaesii är en orkidéart som beskrevs av Fábio de Barros och Eduardo Luis Martins Catharino. Scuticaria novaesii ingår i släktet Scuticaria och familjen orkidéer. Inga underarter finns listade i Catalogue of Life.

## Bildgalleri

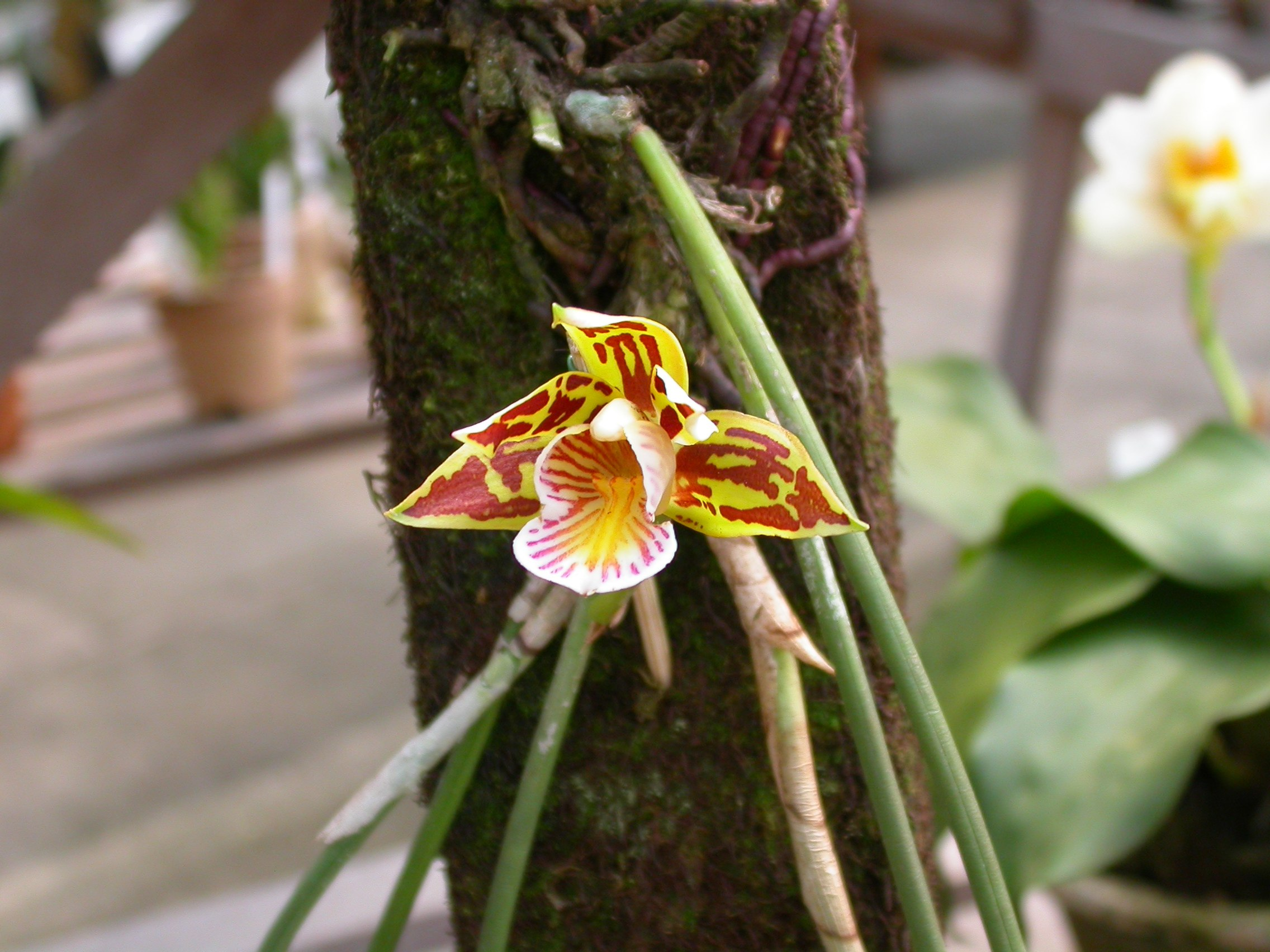
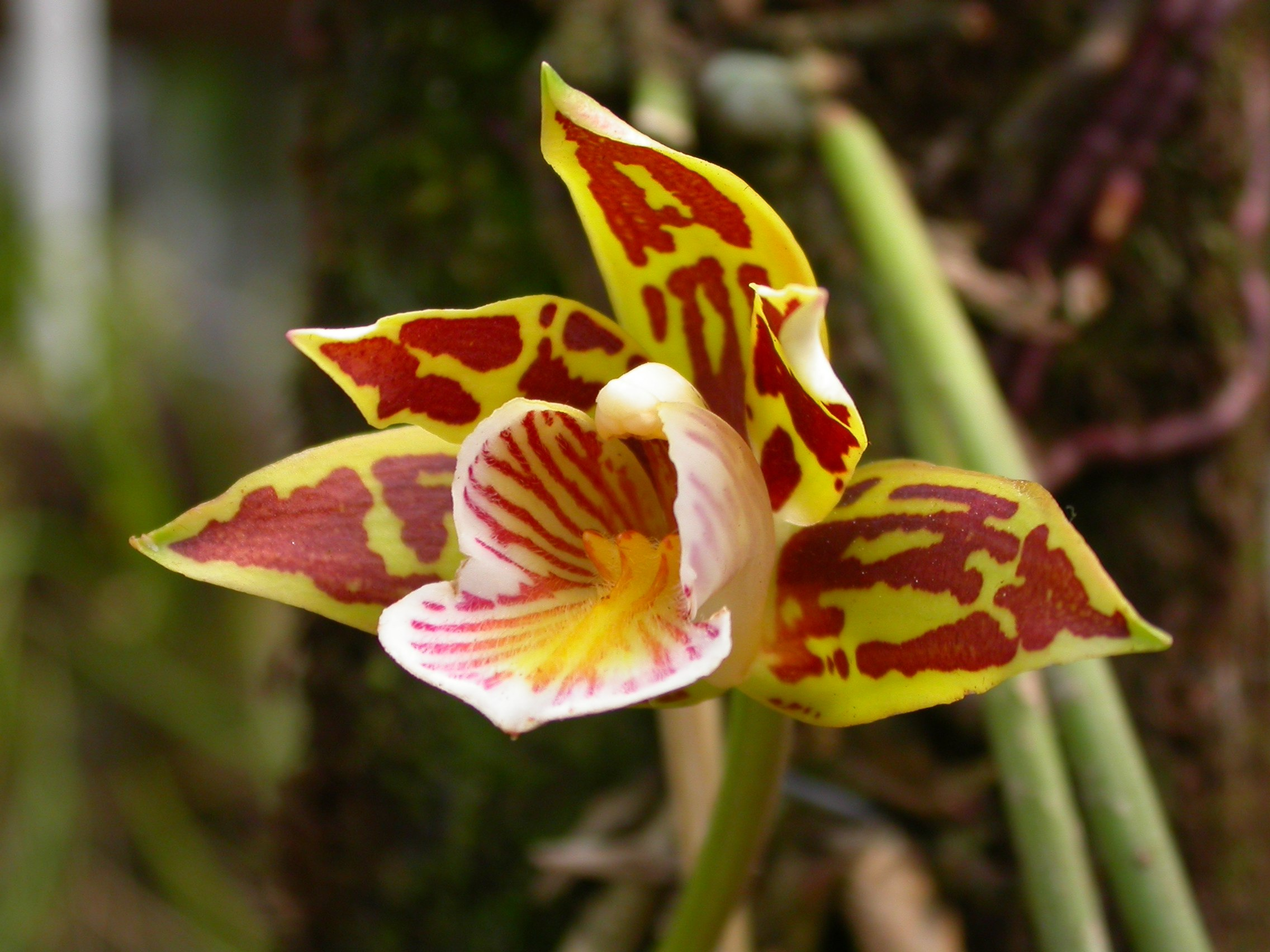
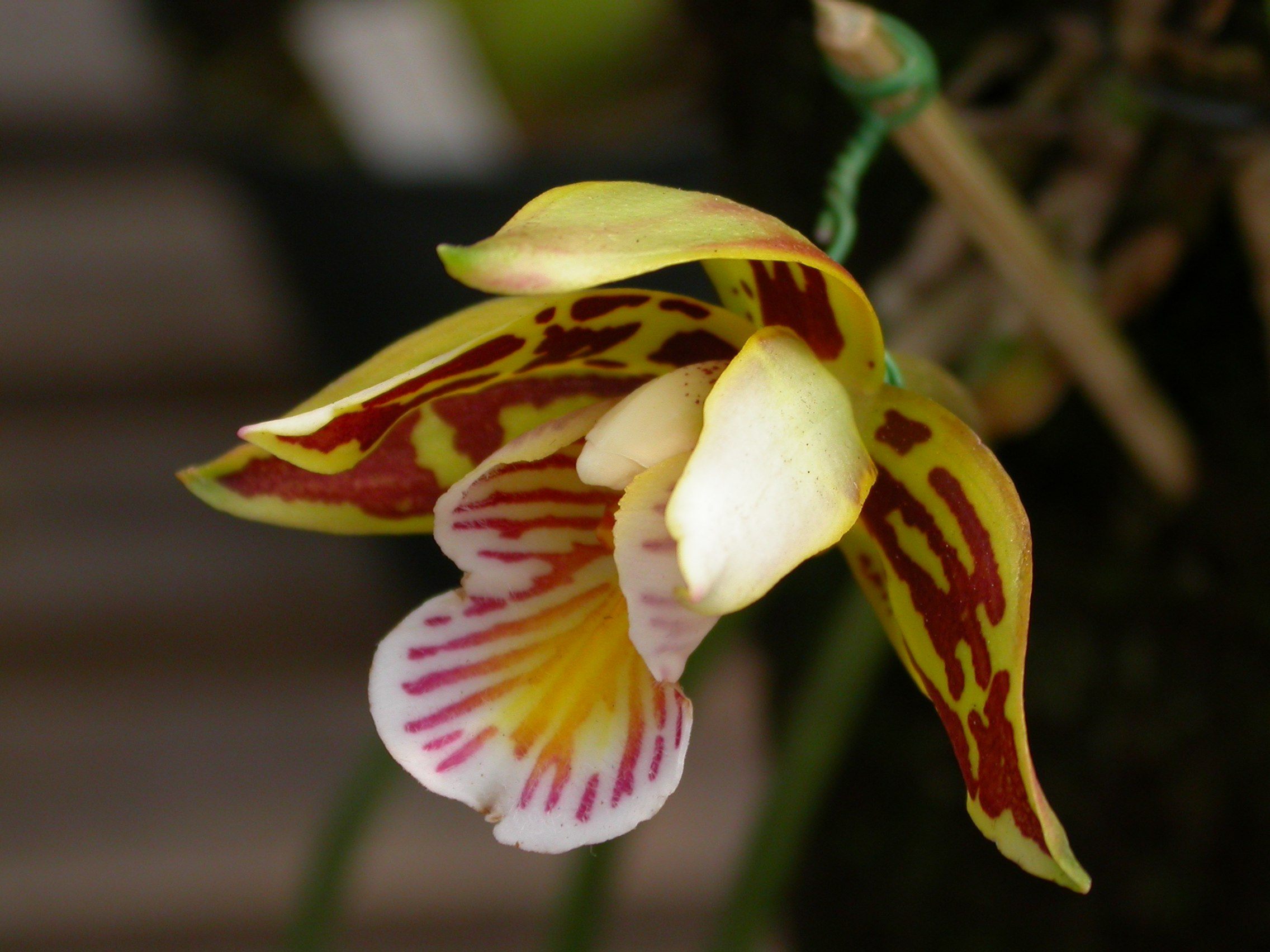